# ダグラス・グラハム (第5代モントローズ公爵)

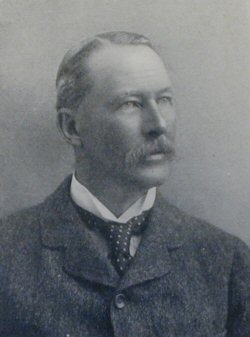
第5代モントローズ公爵

第5代モントローズ公爵ダグラス・ベレスフォード・マリス・ロナルド・グラハム（Douglas Beresford Malise Ronald Graham, 5th Duke of Montrose KT、1852年11月7日 – 1925年12月10日）は、イギリス陸軍の軍人、スコットランド貴族。同時代のスコットランド有数の地主（1883年時点で103,447エーカーを所有）であり、スターリングシャー統監、選挙名簿管理長官、スコットランド教会総会への勅使、シッスル騎士団長を歴任した。
1872年から1874年までブキャナン侯爵の儀礼称号を使用した。

## 生涯
第4代モントローズ公爵ジェームズ・グラハムと妻キャロライン・アグネス（1818年 – 1894年11月16日、第2代デシーズ男爵ジョン・ホースリー＝ベレスフォードの娘）の三男として、1852年11月7日にロンドンで生まれた。長兄ジェームズ・ジョンは1846年1月に生後11か月で夭折し、次兄ジェームズも1872年に満24歳で早世した。1865年から1869年までイートン・カレッジで教育を受けた後、1874年12月30日に父が死去すると、モントローズ公爵位を継承した。

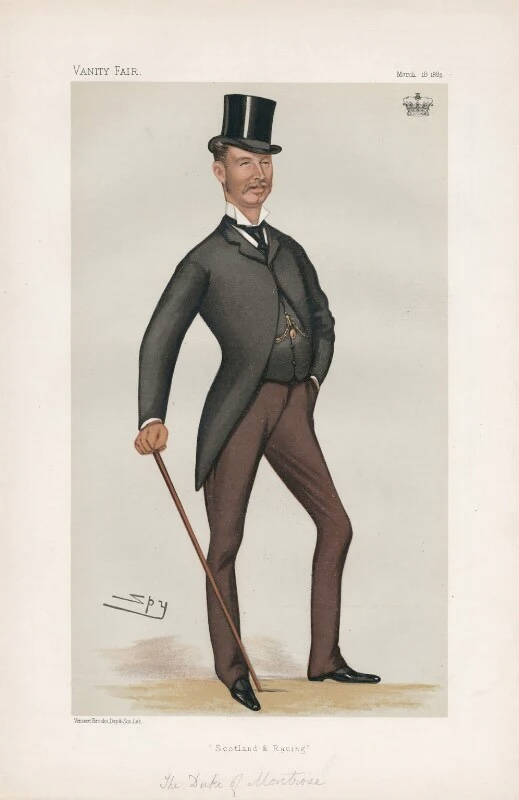
『バニティ・フェア』1882年3月18日号におけるカリカチュア、レスリー・ウォード画。

1870年10月22日に中尉としてハイランド・ボーダラーズ軽歩兵民兵連隊（Highland Borderer's Light Infantry Regiment of Militia）に入隊、1876年6月14日に名誉隊長に任命された。連隊が1881年のチルダース改革でルイーズ王女のサザーランド・アンド・アーガイル・ハイランダーズ連隊第3大隊に再編されると、1881年10月22日に名誉隊長を辞任して副隊長（中佐）に就任、1897年6月に大隊の指揮官に任命された。1883年1月10日にラナークシャー・ヨーマンリー連隊の大尉から少佐に昇進した。
正規軍では1872年8月14日に少尉としてコールドストリームガーズに入隊、1875年2月27日に第5ロイヤル・アイリッシュ・ランサーズ連隊に転じ、同年8月に1874年8月14日付で中尉に昇進したことが発表された。1877年9月5日に正規軍から引退した。ただし、第二次ボーア戦争には1902年に参戦して、飾版つき記章（medal, 2 clasps）を授与された。1914年に第一次世界大戦が勃発すると、同年9月27日にルイーズ王女のサザーランド・アンド・アーガイル・ハイランダーズ連隊第7大隊の臨時副隊長に任命された。また1897年6月にヴィクトリア女王の定員外エー＝ド＝カン（副官）に任命されており、エドワード7世、ジョージ5世の治世でも続投したが、1915年11月20日に王室家政の規模削減により辞任した。1917年8月8日、准将を名誉階級として与えられた。
1879年11月29日にシッスル勲章を授与され、1917年4月7日にシッスル騎士団長に任命された。1890年5月3日に選挙名簿管理長官に任命された。1907年に大日本帝国より旭日章を授与された。1916年5月8日にスコットランド教会総会への勅使に任命され、1917年5月7日にも同様の任命がなされた。
1883年時点でスターリングシャーに68,565エーカー、パースシャーに32,294エーカー、ダンバートンシャーに2,588エーカー、合計で103,447エーカー（年収24,872ポンド相当）を所有する大地主である。1885年7月23日にスターリングシャー統監に任命され、1925年に死去するまで務めた。
1925年12月10日にグラスゴーで死去、14日にスターリングシャーのブキャナンで埋葬された。長男ジェームズが爵位を継承した。

## 家族

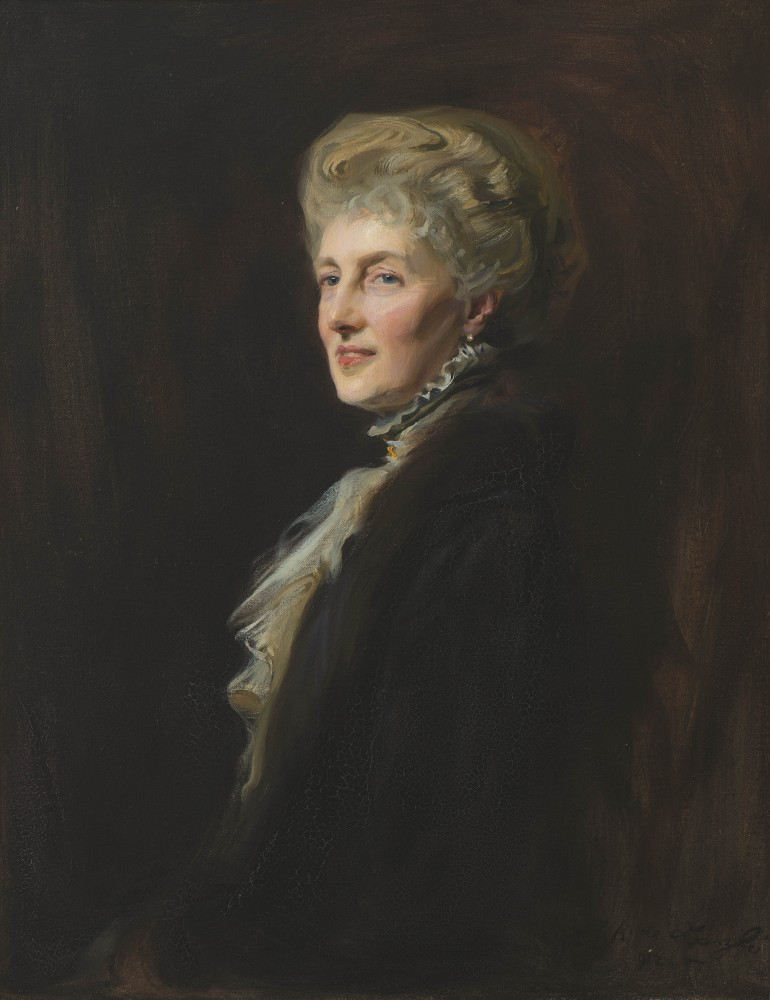
モントローズ公爵夫人ヴァイオレットの肖像画。フィリップ・ド・ラースロー画、1912年3月。

1876年7月24日、ヴァイオレット・ハーマイオニー・グラハム（1854年9月10日 – 1940年11月21日、第3代準男爵サー・フレデリック・グラハムの娘）と結婚、3男2女をもうけた。
- ジェームズ（英語版）（1878年5月1日 – 1954年1月20日） - 第6代モントローズ公爵[1][21]
- ヘレン・ヴァイオレット（1879年7月1日 – 1945年8月27日） - 生涯未婚[23]
- ハーマイオニー・エミリー（Hermione Emily、1882年2月22日[22] – 1978年3月3日） - 1906年3月29日、第25代キャメロン氏族長ドナルド・ウォルター・キャメロン（英語版）と結婚、子供あり[24]
- ダグラス・マリス（1883年10月14日 – 1974年11月20日） - 陸軍軍人、第一次世界大戦に参戦。1919年7月29日、レイチェル・メアリー・ホランド（Rachel Mary Holland、1891年3月1日 – 1977年6月6日[25]、第2代ナッツフォード子爵シドニー・ホランド（英語版）の娘）と結婚、子供あり[23]
- アラステア・マンゴ（Alastair Mungo、1886年5月12日 – 1976年） - 海軍軍人、第一次世界大戦に参戦。1916年5月4日、メリエル・オリヴィア・バサースト（Meriel Olivia Bathurst、1894年9月3日 – 1936年1月18日[26]、第7代バサースト伯爵シーモア・バサースト（英語版）の娘）と結婚、子供あり。1944年10月24日、シーラ・ヴァイオレット・エッジワース・リード（Sheelah Violet Edgeworth Reade、エセックス・エッジワース・ウィリアム・ダグラス・リードの娘）と再婚、子供なし[23]